# Josias Braun-Blanquet
Josias Braun-Blanquet (Chur, 3 augustus 1884 – Montpellier, 20 september 1980) was een Zwitsers botanicus. Hij is de vormgever van de Braun-Blanquet-methode, die in de vegetatiekunde onder de Frans-Zwitserse school van het vegetatieonderzoek valt, die onder andere in Nederland van doorslaggevende betekenis is geworden. De benaming Frans-Zwitserse school verwijst niet naar het feit dat Braun-Blanquet als Zwitser in Frankrijk zijn instituut had, maar naar de belangrijkste inspiratoren van de methode: de Zwitser Schröter en de Fransman Flahault.
Hij studeerde onder meer geobotanie bij Carl Schröter in Zürich, en promoveerde in 1915 bij professor Charles Flahault. Hij stichtte vervolgens in Montpellier het Station Internationale Geobotanique Méditerranéenne et Alpines (SIGMA).

De Frans-Zwitserse school die in dit instituut vorm kreeg heeft als eerste kenmerk dat alle lagen van de vegetatie bij de analyse betrokken worden. Andere kenmerken zijn dat niet slechts de kensoorten, maar alle soorten bij de analyse betrokken worden en dat het proefvlak een homogene samenstelling moet hebben.
In 1974 werd Braun-Blanquet door de Linnean Society of London onderscheiden met de Linnean Medal. Hij was gehuwd met zijn studiegenote Gabriëlle Blanquet waardoor hij zijn dubbelnaam kreeg.